# Вертлюг (анатомія)
Вертлю́г, ве́ртел (лат. trochanter від дав.-гр. τροχαντήρ — «бігун, обігач») — один з двох кісткових горбів біля місця переходу шийки стегна у тіло стегнової кістки. Один з вертлюгів зоветься великим, другий — малим. Інші українські назви вертлюга — оворотень, овороть.
Великий вертлюг (trochanter major) являє собою верхнє закінчення тіла стегнової кістки. На його медіальній поверхні, яка повернена до шийки, знаходиться ямка (fossa trochanterica).
Малий вертлюг (trochanter minor) поміщається біля нижнього краю шийки з медіального боку дещо позаду. Обидва вертлюги з'єднуються поміж собою на задньому боці стегнової кістки міжвертлюговим гребенем (crista intertrochanterica), який йде косо по поверхні кістки; а на передній поверхні — міжвертлюговою лінією (linea intertrochanterica). Всі ці утворення — вертлюги, гребінь, лінія і ямка призначені для прикріплення м'язів.
Третій вертлюг (trochanter tertius) — кістковий виступ, що іноді спостерігається біля верхнього краю сідничної горбистості стегнової кістки. Він має видовжену, округлу чи конічну форму й іноді становить одне ціле із сідничною горбистістю.

## Джерело
- Атлас анатомии человека. Академик.ру. 2011. (рос.)